# Sieben Spaziergänger
Unter der Bezeichnung Sieben Spaziergänger (Namensvariationen: Die getreuen Sieben, Die aufrechten Sieben und Die Sieben) schloss sich ab 1933 in Dresden ein lockerer Bund von zeitweilig auch mehr als sieben Künstlern zusammen, in einer Zeit, in der antifaschistischen Künstlern sämtliche Aktivitäten als Gruppe verwehrt waren. Die Beteiligten wählten eine unverfängliche Form, um sich bei gemeinsamen Spaziergängen gegenseitig auszutauschen, Ideen zu entwickeln und Skizzen in der Natur anzufertigen.

## Geschichte
Nach der Machtergreifung der Nationalsozialisten 1933 und der bald darauf folgenden Entlassung von Otto Dix am 8. April 1933 aus seinem Lehramt an der Kunstakademie Dresden kam es zu heftigen politischen Diskussionen, in deren Folge sich die vier Malerfreunde Otto Griebel, Erich Fraaß, Karl Kröner und Johannes Beutner zu einem Bund der aufrechten Sieben zusammenschlossen. Dem Bund schlossen sich ebenfalls Hans Jüchser, Paul Wilhelm und Fritz Winkler an. Sie bildeten den Kern einer Künstlergruppe, zu der zeitweilig u. a. auch Josef Hegenbarth, Wilhelm Lachnit und Theodor Rosenhauer gehörten.
Der Rückzug in den Privatkreis, um sich künstlerisch auszutauschen, geschah in einer Zeit ärgster Bedrängnis: Die Reichskulturkammer verhängte zahlreiche Arbeits- und Ausstellungsverbote, Ateliers und Wohnungen wurden durchsucht und Festnahmen vorgenommen.
1939 stellten sie noch gemeinsam in der Kunstausstellung Kühl aus, allerdings nicht als offiziell organisierte Künstlergruppe. Die Gruppe der Sieben Spaziergänger blieb bis zum Kriegsende der einzige freie Zusammenschluss ehemaliger Dresdner Sezessionisten.